# Gerard Bakker
Gerard Bakker (Apeldoorn, 27 september 1935) is een Nederlands edelsmid, beeldhouwer en koperslager. Hij is autodidact.
Bekende werken zijn onder andere het Vissersmonument (de Scheveningse vrouw) en een uitvoering van de Lijkwade van Turijn in tombak.
Gerard Bakker heeft zijn atelier in een verbouwde monumentale boerderij aan de Bloemendaalseweg in Gouda. Een aantal boerderijen in dit gebied zijn gespaard gebleven bij de aanleg van de nieuwe wijk Bloemendaal en vormen tezamen de zogenaamde "Goudse Hofsteden". Hij is gehuwd met kunstschilderes Carla Rodenberg.

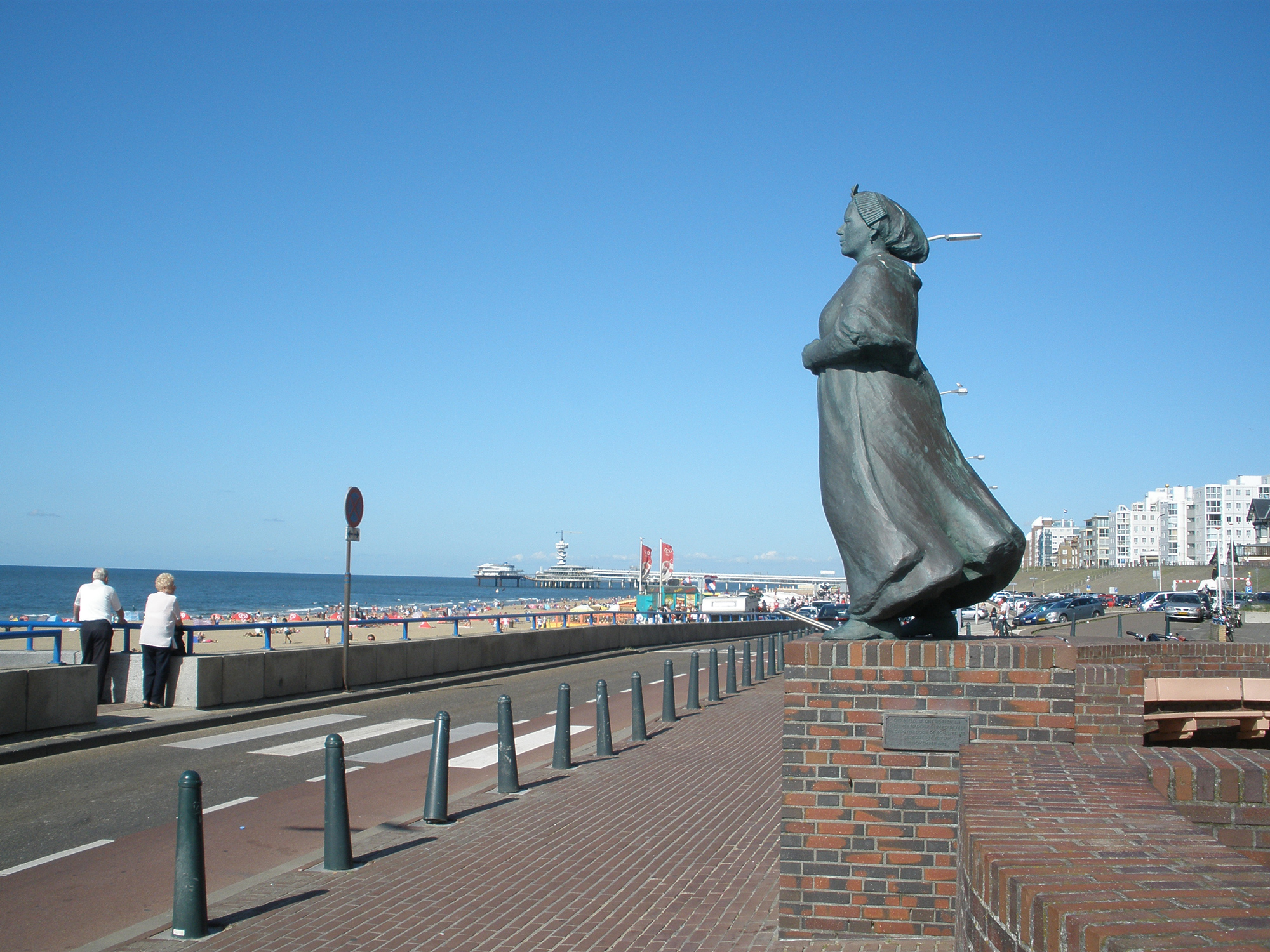
Het Vissersmonument in Scheveningen
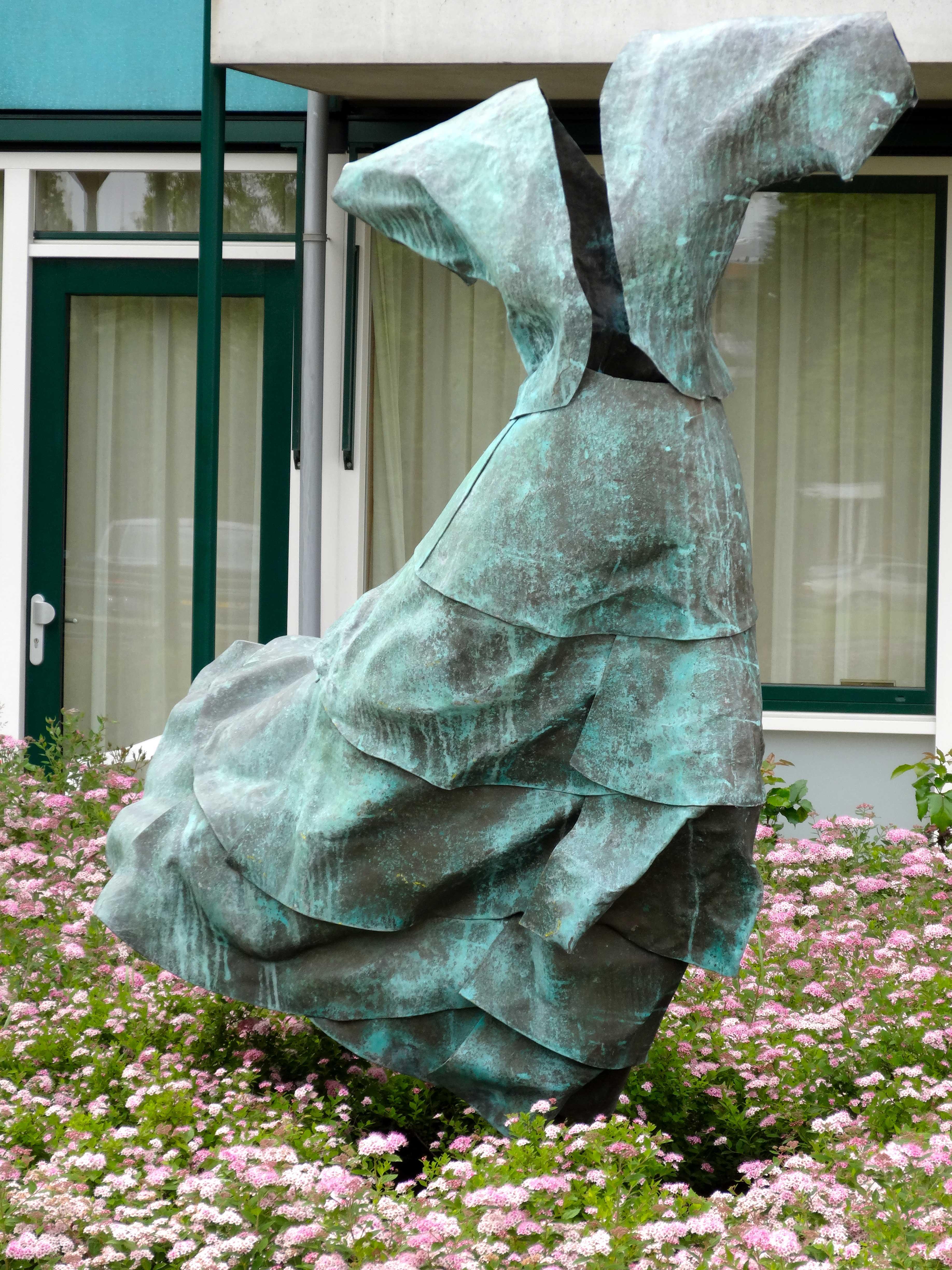
"De danseres" in Gouda
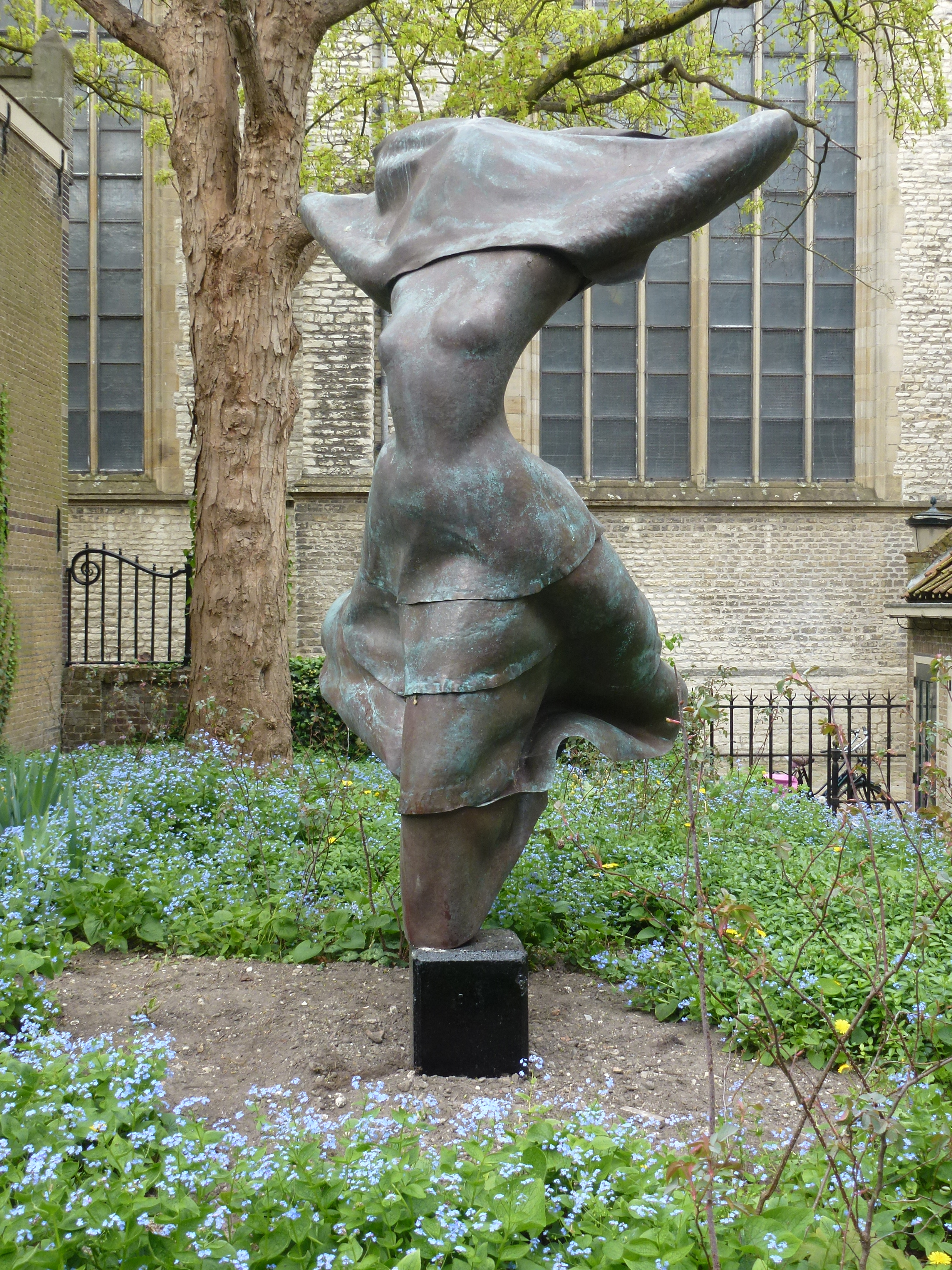
"Sluierdans" in Gouda

- RKD-Nederlands Instituut voor Kunstgeschiedenis: 3793